# Escala cromática de von Luschan

A escala cromática de Von Luschan

A escala cromática de Von Luschan é um método utilizado na classificação de cores de pele. Tal método também é chamado de Escala von Luschan ou Escala de von Luschan, sendo que o nome para este deriva de seu inventor, Felix von Luschan. O equipamento consiste em 36 ladrilhos de vidro fosco que são comparados à cor de pele em questão, de um lugar do corpo sem exposição ao sol (como debaixo do braço).
Embora a Escala von Luschan tenha sido bastante usada durante o final do século XIX e início do século XX, nos estudos de classificação da raça humana e antropometria, foi considerada problemática, mesmo pelos seus praticantes, pois era muito inconsistente, já que os testes davam diferentes diagnósticos sobre a mesma pessoa. No final da década de 1920, começou a ser abandonada e substituída por métodos que usavam o reflexo espectrofotométrico.
Uma escala com seis definições de cor está em uso desde 1975, considerando o risco de exposição ao sol. Estas escalas são:
| Tipo | Escala de von Luschan | Descrição da Pele                                          |
| ---- | --------------------- | ---------------------------------------------------------- |
| I    | 1-5                   | Muito claro                                                |
| II   | 6-10                  | Claro                                                      |
| III  | 11-15                 | Intermediário; europeu de pele escura, ou caucasiano médio |
| IV   | 16-20                 | Mediterrâneo ou Escura média                               |
| V    | 21-28                 | Escuro, marrom ou Pardos                                   |
| VI   | 29-36                 | Muito escura ou Negro                                      |

A diferença relevante entre as escalas de Von Luschan e de tipos de pele é uma das aplicações pretendidas: a escala por cor da pele, tem por objetivo simplesmente classificar pessoas pelo sua tom da pele verdadeiro e não estabelecer uma classificação racial de uma população inteira.